# 柳青街道
柳青街道，是中华人民共和国山東省临沂市兰山区下辖的一个乡镇级行政单位。

## 行政区划
柳青街道下辖以下地区：
柳青苑社区、大官苑社区、杏苑陶然社区、杏花玉苑社区、清华园社区、福源社区、金城社区、东曲沂村、中曲沂村、桥坊村、西曲沂村、七德村、赵家岔河村、王家岔河村、郭家庄村、新赵庄村、潦沟村、鄅古城村、戴城子村、刘家庄村、后小寺村、前小寺村、陈城子村、叶城子村、郑城子村、西桥头村、谢家宅村、后明坡村、前明坡村、中王庄村、孔官庄村、赵家庄村、南范村、小朱坞村、西南曲坊村、东南曲坊村、小朱夏村、大朱夏村、蒋家寨村、洪家店村、乔家顶村、大杏花河北村、小里庄村、岳家坞村、新官庄村、朱高村和夏家村。